# Завръщането на краля
„Завръщането на краля“ (на английски: The Return of the King) е третият, последен том на епоса „Властелинът на пръстените“ на английския писател Джон Роналд Руел Толкин. Официално книгата е издадена за пръв път на 20 октомври 1955 г. във Великобритания.
Книгата включва петия и шестия от шестте тома, които съставят цикъла „Властелинът на пръстените“. Толкин не им дава отделни имена, само номера; при по-късни издания синът му Кристофър Толкин им дава имената „Войната на Пръстена“ и „Завръщането на краля“.

## Сюжет
Внимание:  Текстът по-долу разкрива сюжета на произведението (или части от него)!
Първата от двете книги, включени в третия том, проследява приключенията на Гандалф, Арагорн, Леголас, Гимли, Мери Брендифук и Пипин Тук.
След превземането на Исенгард от ентите и пленяването на Саруман, Гандалф избързва заедно с Пипин Тук към столицата на Гондор, града-крепост Минас Тирит. Там той се среща с Денетор, Наместник на Гондор, и се опитва да го предупреди за готовността на Саурон за война. Денетор го посреща студено, и отказва да вземе мерки, за да събере сили срещу опасността. Гандалф поема инициативата, и зад гърба на Денетор изпраща сигнал за помощ до крал Теоден Рохански. Пипин Тук предлага на Денетор службата и верността си, и бива приет от него за защитник на града.
Получил сигнала, Теоден събира силите си. По пътя към Гондор Арагорн, Гимли и Леголас се отклоняват от армията му, и тръгват по Пътя на Мъртвите, за да призоват обитателите му – някогашен народ, обещал на гондорския крал Исилдур вярност, но предал го, и затова прокълнат от Исилдур да не намери покой и в смъртта, докато не изпълни обещанието си.
Съвсем скоро след това Саурон атакува града с огромна армия орки, тролове и Харадрими, предвождана от Назгулите. Минас Тирит вече е почти паднал, когато армията на Теоден пристига и обръща хода на битката. Повелителят на Назгулите е принуден да изостави схватката си с Гандалф и да се намеси на бойното поле. Там той убива крал Теоден, но загива от ръката на Еовин, която се е присъединила тайно към армията, преоблечена като мъж. Битката бива окончателно решена от армията на Мъртвите, които, завладели корабите на повиканите да се присъединят към Саурон корсари от Умбар, пристигат с тях по реката Андуин.
По време на битката Денетор окончателно изгубва ума си, и се опитва да изгори ранения си син Фарамир и себе си. С помощта на Пипин Тук Гандалф успява да спаси Фарамир.
Арагорн поема командването на Гондор след битката, но победата не го успокоява – той знае, че Саурон може да бъде спрян единствено чрез унищожаването на Единствения пръстен. За да отвлече вниманието на Саурон, и да даде повече шанс на Фродо да унищожи Пръстена, той повежда остатъците от армиите на Гондор и Рохан на привидно самоубийствена атака срещу Мордор.
В следващата, последна книга Сам спасява Фродо Бегинс от орките, които са го пленили. След много трудности те успяват да достигнат до Съдбовния връх, преследвани от Ам-гъл. В ковачницата на Саурон, където Пръстенът е бил изкован и силата му е най-голяма, тя надделява над Фродо и той се поддава на изкушението да запази Пръстена за себе си. Ам-гъл обаче успява да го нападне и да отхапе пръста с пръстена от ръката му. Не на себе си от триумфа, Ам-гъл се подхлъзва и пада в огъня на вулкана, и Пръстенът е унищожен. Това е и краят на Саурон и неговата армия.
Арагорн е коронован за крал, и се оженва за Арвен. Саруман обаче успява да се измъкне от плена на ентите, и организира група бандити под свое командване. Когато Мери и Пипин се връщат в Графството, откриват, че то е завладяно от Саруман. Те бързо организират съпротива срещу него, и го побеждаат. По молба на Фродо Саруман е оставен да си тръгне, но собственият му слуга Грима Змийския език го убива, неиздържал на отношението му.
Накрая мирът е възстановен, и всички са щастливи. Раната на Фродо обаче остава незараснала, и телом, и духом. Единственият начин за него да намери покой е да отиде на Запад с елфите, в Блажените земи. При отпътуването си Елронд и Галадриел взимат Билбо и Фродо със себе си.
| Предишна:  | Поредица:                 | Следваща: |
| ---------- | ------------------------- | --------- |
| Двете кули | Властелинът на пръстените | няма      |